# 尾道海技学院
一般財団法人 尾道海技学院（おのみちかいぎがくいん、愛称：マリンテクノ）とは、小型船舶操縦士の指定試験機関並びに指定登録機関として、国家試験を実施と登録事務を行う団体。以前は国土交通省所管の財団法人であったが、公益法人制度改革に伴い一般財団法人へ移行した。

## 概要
- 所在地 - 〒722-0025 広島県尾道市栗原東2-18-43
- 創立 - 1949年3月
- 主な実施講習
  - 小型船舶操縦士
  - 海技士
  - 潜水士
  - マリン船体整備士
  - マリンエンジン整備士

## 沿革
- 1949年3月 - 尾道海技学院創立
- 1964年3月 - 各種学校の認可を受ける。尾道海技専門学院に名称変更
- 1970年9月 - 運輸省認可の公益法人として、財団法人尾道海技学院を設立
- 1972年4月 - 山陰事務所を設立
- 1974年7月 - 岡山事務所を設立
- 1981年 - 全国初の小型船舶合宿コースを開設
- 1984年10月 - 広島事務所を設立
- 1986年4月 - 専修学校日本海洋技術専門学校設立
- 1989年2月 - 東京事務所を設立
- 1994年9月 - 山口事務所を設立
- 2007年
  - 7月 - 東京事務所を閉鎖
  - 10月 - 広島事務所を八丁堀から南吉島のボートパーク広島内に移転
- 2011年10月 - 内閣府より認可を受け、一般財団法人尾道海技学院として登記
- 2016年
  - 7月 - 尾道海技大学校を併設
  - 12月 - 日本海洋技術専門学校廃校
- 2021年2月 - 6級海技士養成施設として、徳島県阿南市に尾道海技大学校徳島阿南校を設立

## 各事務所
- 岡山事務所 - 〒700-0823 岡山県岡山市北区丸の内1丁目9-6 児島湾漁村センター3F
- 山陰事務所 - 〒690-0001 島根県松江市東朝日町150-7
- 山口事務所 - 〒745-0044 山口県周南市千代田町11-12大同ハイツ1-B

### 関連団体
- 尾道海技大学校

## 宿泊施設

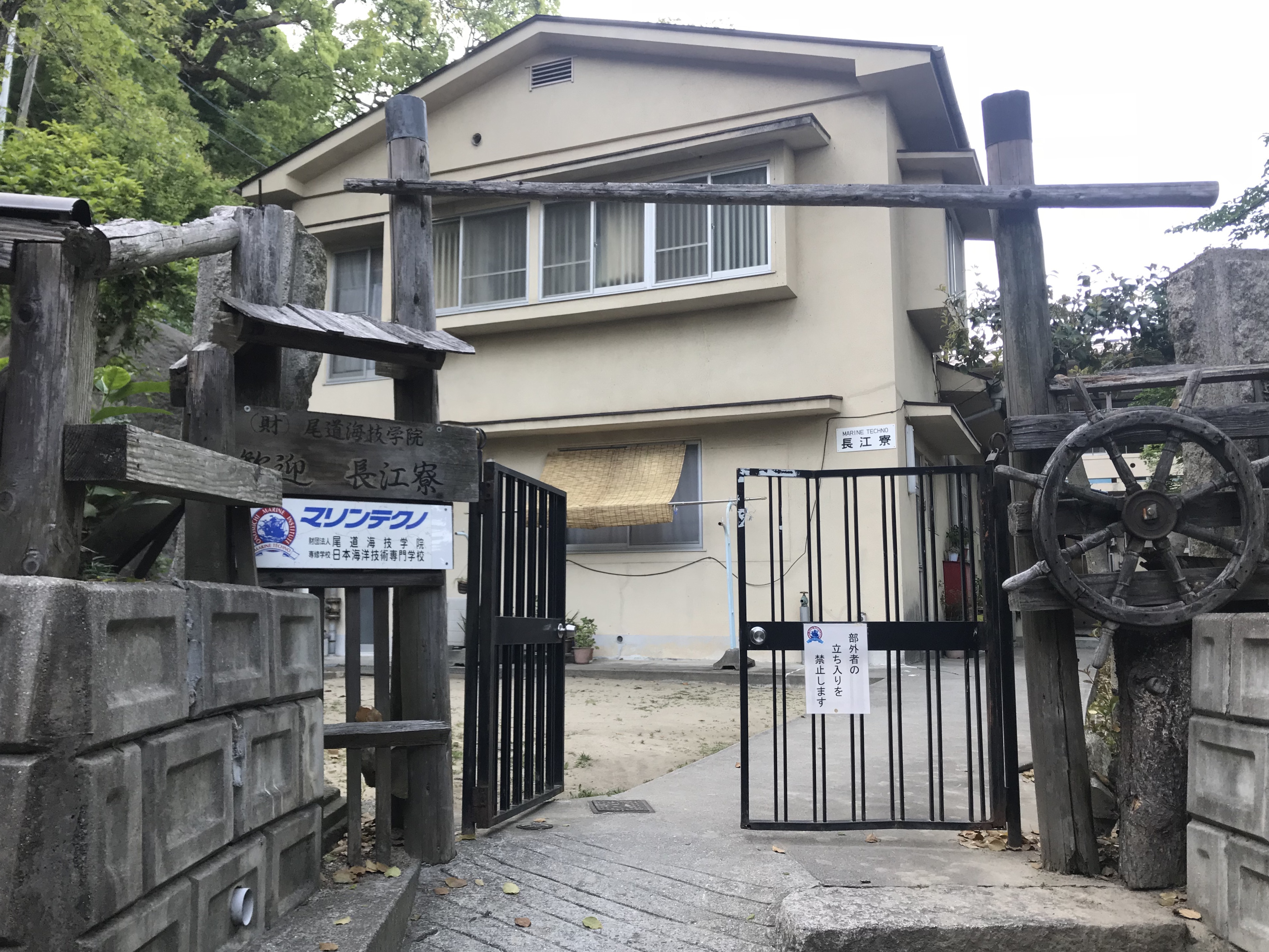
長江寮

- 長江寮（男性専用） - 〒722-0046 広島県尾道市長江1丁目3番24号
  - 長江寮は現在、海技士講習などの長期講習受講者が宿泊。

長江寮は令和5年3月31日に閉鎖。

## 小型船舶操縦士講習
日本で初めて開設された小型船舶操縦合宿コースで4万人以上がこのコースで小型船舶免許を取得。
国家試験免除コース。
小型船舶免許（ボート免許）と特殊小型免許（水上オートバイ免許）を同時に最短日数で取得可能。
瀬戸内海の中でも特に一年中、穏やかな海域で実技講習が開催される。
講習開催日が多いのも特徴（毎週2回開催）
ボート免許+水上オートバイ免許
- 1級小型+特殊小型コース（最短5日間）
- 2級小型+特殊小型コース（最短3日間）

ボート免許
- 1級小型コース（最短4日間）
- 2級小型コース（最短2日間）

水上オートバイ免許
- 特殊小型コース（最短2日間）

1級ステップアップ
- 1級進級コース（最短2日間）

## 潜水士講習
潜水士受験講習　国家試験直前コース（講習4日間+国家試験 計5日間）
- 年4回の国家試験の直前4日間で講習を行い、国家試験受験までの尾道本校コース

潜水士受験講習　土日2日間コース
- 広島会場
- 岡山会場

救急再圧員資格取得講習
送気員資格取得講習